# Rezolucija Vijeća sigurnosti UN-a 1491
Rezolucijom 1491 Vijeća sigurnosti Ujedinjenih naroda, jednoglasno usvojenom 11. srpnja 2003. godine, nakon pozivanja na rezolucije 1031 (1995.), 1088 (1996.) i 1423 (2002.) o sukobima u bivšoj Jugoslaviji, Vijeće je produžilo mandat Stabilizacijskih snaga (SFOR) u Bosni i Hercegovini za daljnjih dvanaest mjeseci.

## Rezolucija
Vijeće sigurnosti je naglasilo važnost provedbe Daytonskog sporazuma (Općeg okvirnog sporazuma) i pozdravilo doprinose SFOR-a, Organizacije za europsku sigurnost i suradnju i drugih međunarodnih organizacija. Situacija je nastavila predstavljati prijetnju miru i sigurnosti i Vijeće je bilo odlučno promicati mirno rješenje sukoba.
Djelujući prema Poglavlju VII Povelje Ujedinjenih naroda, Vijeće je podsjetilo strane Daytonskog sporazuma na njihovu odgovornost za provedbu sporazuma. Naglašena je uloga Visokog predstavnika za Bosnu i Hercegovinu u praćenju njegove provedbe. Također je dala važnost suradnji s Međunarodnim kaznenim sudom za bivšu Jugoslaviju.
Vijeće sigurnosti pohvalilo je zemlje koje sudjeluju u SFOR-u i ovlastilo ih da nastave svoje operacije dodatnih dvanaest mjeseci; produžit će se i nakon ovog datuma ako to opravdava situacija u zemlji. Također je odobrio korištenje potrebnih mjera, uključujući upotrebu sile i samoobranu, kako bi se osiguralo poštivanje sporazuma i sigurnost i sloboda kretanja osoblja SFOR-a. Zemlje su pozvane da osiguraju obuku, opremu i potporu lokalnim policijskim snagama u Bosni i Hercegovini, a od glavnog tajnika Kofija Annana zatraženo je da dostavi izvješća visokog predstavnika za Bosnu i Hercegovinu .
U rezoluciji se nadalje pozdravlja raspoređivanje Policijske misije Europske unije u Bosni i Hercegovini od 1. siječnja 2003. godine, koja je naslijedila Misiju Ujedinjenih naroda u Bosni i Hercegovini.

## Vanjske poveznice
| Wikizvor | Engleski Wikizvor ima izvorni tekst na temu: United Nations Security Council Resolution 1491 |

- Text of the Resolution at undocs.org